# Pach krve 2: Cesta nikam
Pach krve 2: Cesta nikam (ang. titul: Wrong Turn 2: Dead End) je americký hororový film z roku 2007, který je pokračováním předchozího dílu Pach krve. Film režíroval Joe Lynch.

## Děj
Reality show se zúčastní několik lidí pod vedením režiséra Dalea Murphyho, kteří mají za úkol přežít v lesnaté západovirginijské pustině pod kamerovým dohledem. Avšak do hry se připojuje i místní pětičlenná zmutovaná kanibalská rodina, Vanackých, která začne účastníky lovit, čímž hru změní ve skutečný boj o život. Je jen otázkou času, kdy se účastníci přesvědčí o jejich řádění a rozhodnou se s hrou skoncovat.